# Corambis foeldvarii
Corambis foeldvarii is een spinnensoort in de taxonomische indeling van de springspinnen (Salticidae).
Het dier behoort tot het geslacht Corambis. De wetenschappelijke naam van de soort werd voor het eerst geldig gepubliceerd in 2002 door Szüts.